# Malaye Jaziri
Malaye Jaziri (en idioma kurdo: Melayê Cizîrî), (1570-1640) fue uno de los escritores, poetas y místicos kurdos más famosos. Su seudónimo era Nîşanî.
Nació en Jazira (Cizre), la capital del principado de Bohtan. Aquí se estableció la primera escuela de poesía kurda clásica en el dialecto Kurmanji. El juez Jaziri tuvo dos esposas y dos hijos. Malaye Jaziri fue el principal representante de esta escuela y, se puede agregar, un representante excelente de la poesía oriental clásica como un todo. Sus lazos con esta tradición se expresan a través de los fuertes elementos sufi a través del concepto de amor en su poesía. En su universo no hay fronteras claras entre el amor humano y el divino. Así, el lector generalmente es llevado a preguntar si era el amor de Dios o la bella Selma (que habría sido la hija o la hermana del príncipe de Yazira que trajo fuego al corazón del poeta). Además de estos elementos orientales tradicionales, la poesía de Jaziri también está profundamente enraizada en el patriotismo romántico, y los poemas que él escribió en homenaje a los príncipes kurdos difieren de la poesía escrita en los tribunales de los poderosos reyes de la región. El nombre del Kurdistán aparece con frecuencia y está siempre conectado con gran orgullo. El principal trabajo literario de Jaziri es la colección de sus poemas llamados "Dîwana Melayê Cizîr".

## Antecedentes
Su nombre era Ahmad, pero generalmente él es referido como Shekh Ahmad-y Jaziri o Mala-ye Jaziri. El nombre de su padre era Mala Muhammad o, según algunas fuentes, Shekh Muhammad. No se sabe dónde nació, pero se presume que su familia pertenecía a Bujti, o tribu Bohti, que vivía en la región de Yazira. Los nombres de las canciones frecuentemente usados por Jaziri en sus poemas son Mala y Male. El último es la forma coloquial que indica la construcción de izafa para sustantivos masculinos en el dialecto Kurmanji del kurdo.

## Trabajo
Su diván («colección de poemas») es el único trabajo literario atribuido a Malaye Jaziri. Poesía Malaye Jaziri es una de las obras literarias más populares en el Kurdistán. Es comparable a la épica Mam y Zin de Ahmad Khani. El diván de Jaziri siempre fue uno de los principales temas del sistema educativo tradicional. Además, pertenecía a la orden sufí Naqshbandi, una de las órdenes más extendidas en todo el mundo musulmán. Pero, en primer lugar, los valores estéticos y espirituales en su poesía lo convirtieron en un trabajo duradero. El diván fue impreso por primera vez en Berlín en 1904, por Martin Hartmann. Hay hasta siete ediciones de su diwan. Uno de los más confiables fue publicado por Zivingi. Su edición comprende 120 poemas y 3 ruba'is, en orden alfabético de acuerdo con las letras finales de las rimas, independientemente de la forma. Otra edición que proporciona una base razonable para los investigadores fue publicada por el poeta kurdo tardío Hejar. Esta edición contiene 117 poemas, gazal y qasida y 3 rubais.
Jaziri estuvo muy inspirado por los poetas persas clásicos, Hafez de Shiraz, Yalal ad-Din Muhammad Rumi y Jami, a quien él consideraba maestros. Su afiliación espiritual con el orden sufista Naqshbandi también está claramente presente en su trabajo.